# Tierschutz und -rechte in der Schweiz
Tierschutz und Tierrechte in der Schweiz befassen sich mit der Behandlung von Tieren und den entsprechenden Gesetzen in der Schweiz. Die Schweiz hat im internationalen Vergleich ein hohes Tierschutzniveau.

## Geschichte

### Tierschutzgesetz
Die Sorge um den Tierschutz in der Schweiz entstand in der Mitte des 18. Jahrhunderts. Öffentliche Vivisektionen stiessen auf vereinzelte Ablehnung, als sie in den 1830er Jahren erstmals an Schweizer Universitäten durchgeführt wurden, stiessen aber nicht auf organisierten Widerstand. 1842 erliess der Kanton Schaffhausen das erste Gesetz gegen Tierquälerei in der Schweiz, 1844 wurde in Bern der erste Schweizer Tierschutzverein gegründet. Bis 1885 gab es in allen Schweizer Kantonen gesetzliche Bestimmungen gegen Tierquälerei, wobei viele dieser Gesetze nur öffentliche Grausamkeiten verboten. 1893 wurde die Eidgenössische Volksinitiative «für ein Verbot des Schlachtens ohne vorherige Betäubung» vom Volk und Ständen angenommen.
Im Jahr 1978 wurde das Tierschutzgesetz von den Schweizer Stimmbürgern mit 80 % der Stimmen angenommen, und 1992 war die Schweiz das erste Land, das Tiere in der Verfassung anerkannte, mit einer Verfassungsbestimmung, die den Schutz der «Würde der Kreatur» garantierte.
Im Jahr 2010 lehnten es die Schweizer Stimmbürger ein Volksabstimmung ab, die Ernennung von Anwälten im Namen der Tiere zu ermöglichen; 29,5 % stimmten für die Massnahme.

### Tierlandwirtschaft
Die Intensive Tierhaltung begann in der Schweiz Anfang bis Mitte des 20. Jahrhunderts. Der erste grosse Legebatteriebetrieb wurde 1935 errichtet. Im Jahr 1974 unterzeichneten 160.000 Schweizer eine Petition, die ein Verbot der Massentierhaltung forderte, aber scheiterte. Die Eidgenössische Volksinitiative «Keine Massentierhaltung in der Schweiz (Massentierhaltungsinitiative)» wurde im September 2022 vom Stimmvolk verworfen.

## Gesetzgebung
Das Tierschutzgesetz von 2005 verbietet es, einem Tier Schmerzen, Leiden oder Schäden zuzufügen, es in Angst zu versetzen oder seine Würde auf andere Weise ungerechtfertigt zu missachten. Falsche Behandlung, Vernachlässigung oder unnötige Überarbeitung sind ebenfalls verboten. Dieses Gesetz gilt für alle Wirbeltiere sowie für die vom Bundesrat bezeichneten wirbellosen Tiere.
Das Tierschutzgesetz aus dem Jahr 2005 und die Tierschutzverordnung aus dem Jahr 2008 enthalten spezifische Regelungen zum Schutz von Nutztieren. Das Gesetz sieht vor, dass Tierhalter die Bedürfnisse der Tiere so gut wie möglich berücksichtigen und für ihr Wohlbefinden sorgen müssen, soweit es die Umstände des Verwendungszwecks zulassen. Bei Tiertransporten müssen Rinder, Schweine, Ziegen, Schafe, Pferde und Geflügel, die zur Schlachtung transportiert werden, per Bahn oder Flugzeug befördert werden. Die Verordnung enthält spezifische Anforderungen für den Transport von Tieren. Säugetiere müssen vor der Schlachtung betäubt werden, auch wenn sie aus religiösen Gründen geschlachtet werden (Halal- und koscheres Fleisch von nicht betäubten Tieren darf jedoch eingeführt und verkauft werden).  Batteriekäfige, Trächtigkeitskäfige, Entbeinen und Ferkelkastration sind verboten.
Im Jahr 2014 erhielt die Schweiz auf dem Tierschutzindex von World Animal Protection die Note «A» von den möglichen Noten A, B, C, D, E, F oder G.

## Tierschutzfragen

### Zur Ernährung genutzte Tiere

#### Tierlandwirtschaft
Im Jahr 2015 gab es in der Schweiz die folgenden Tierbestände:
- 1,56 Millionen Rinder
- 60,000 Pferde
- 410,000 Schafe
- 90,000 Ziegen
- 1,48 Millionen Schweine
- 10 Millionen Geflügel[11]

Die Zahl der Kühe ist seit 2000 in etwa gleich geblieben. Die Zahl der Schweine ist seit 2006 zurückgegangen, während die Zahl des Geflügels kontinuierlich gestiegen ist.
Die Zahl der Verurteilungen von Tierschützern wegen Misshandlung von Nutztieren ist seit Inkrafttreten des revidierten Tierschutzgesetzes im September 2008 deutlich gestiegen: von etwas mehr als 200 Verurteilungen im Jahr 2008 auf rund 500 im Jahr 2013.

#### Veganismus
Im Jahr 2005 stellte der Schweizerische Ernährungsbericht fest, dass sich 2,5 % der Befragten als Vegetarier bezeichneten, während 2006 eine von der Fleischlobby-Organisation «Proviande» in Auftrag gegebene Umfrage ergab, dass sich 5 % der Befragten als Vegetarier bezeichneten. Schätzungen über die Zahl der Veganer sind nicht verfügbar.

### In der Forschung genutzte Tiere
Im Jahr 2016 beschloss die Schweizer Regierung, den Verkauf von Kosmetikprodukten zu verbieten, die Inhaltsstoffe enthalten, die kürzlich an Tieren getestet wurden.
Im Jahr 2016 wurden in der Schweiz 606.505 Tiere in der Forschung eingesetzt, wobei wirbellose Tiere mit Ausnahme von Kopffüsslern und Hummern nicht mitgezählt wurden. Bei 95 % der gemeldeten Tiere handelte es sich um Mäuse, Ratten, Vögel und Fische. 42 % der Versuche wurden als weniger schwerwiegend eingestuft, 35 % als leicht, 21 % als mittelschwer und 2 % als schwerwiegend. Seit Anfang der 1980er Jahre war in der Schweiz ein stetiger Abwärtstrend bei der Verwendung von Tieren in der Forschung zu verzeichnen, der sich in den letzten Jahren stabilisierte.

### Personifizierung von Tieren
Im Juni 2016 begann die in der Schweiz und Deutschland ansässige antispeziesistische politische Denkfabrik Sentience Politics mit der Unterschriftensammlung für eine Volksinitiative über Grundrechte für Primaten in Basel. Sollte die Initiative angenommen werden, würde die Kantonsverfassung dahingehend geändert werden, dass das Recht auf Leben und die Achtung der körperlichen und geistigen Unversehrtheit auch für nicht-menschliche Primaten gilt. Bei einer Annahme würden medizinische Experimente an Primaten und die Praxis der Primatenhaltung in Basel erheblich eingeschränkt.

## Tierschützer
Der Schweizer Tierschutz (STS), gegründet 1861, ist die grösste und älteste Tierschutzorganisation des Landes. Der STS verfügt über Fachstellen für Heimtiere, Wildtiere, Nutztiere, Versuchstiere sowie tierärztliche und juristische Beratungsdienste. Zu ihren Aktivitäten gehören Kampagnen zur "Verbesserung und Ausweitung der tiergerechten Haltung von Nutztieren".
Neben der Kampagne für die Rechte der Primaten in Basel führt Sentience Politics in Basel, Luzern und Zürich Kampagnen durch, um die Kantons- und Stadtregierungen zu verpflichten, eine pflanzliche Ernährung zu fördern und vegetarische und vegane Optionen in öffentlichen Kantinen anzubieten. Ab spätestens 2017 bis 2020 war Meret Schneider Geschäftsführerin von Sentience Politics.
Tier im Fokus (TIF) wurde 2009 gegründet und ist eine schweizerische Tierrechtsorganisation, die insbesondere durch die Veröffentlichung verdeckt aufgenommener Bilder und Videos aus der Massentierhaltung bekannt wurde. Seit dem 1. Januar 2025 verfügt TIF als erste explizite Tierrechtsorganisation über einen Sitz in einem Schweizer Parlament, dem Berner Stadtrat, und setzt sich dort für politische Anliegen zugunsten von Tieren ein.